# Myrmelachista

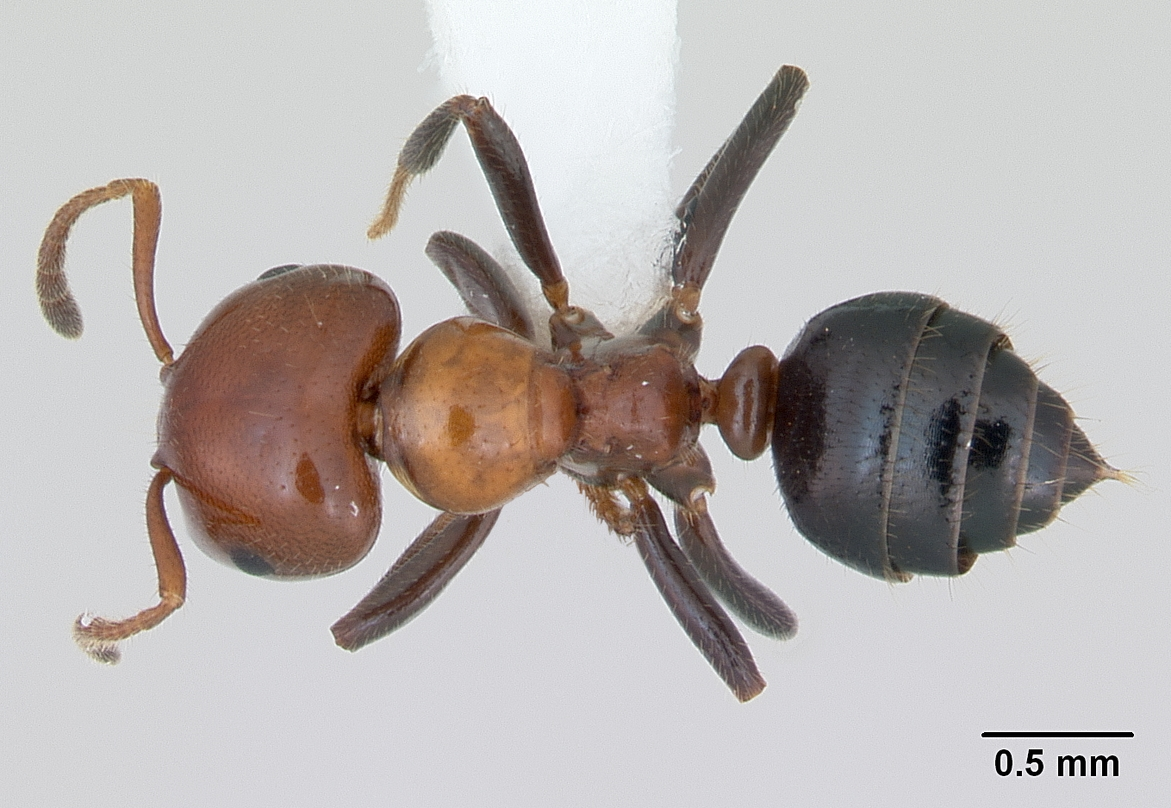
Муравей Myrmelachista arthuri

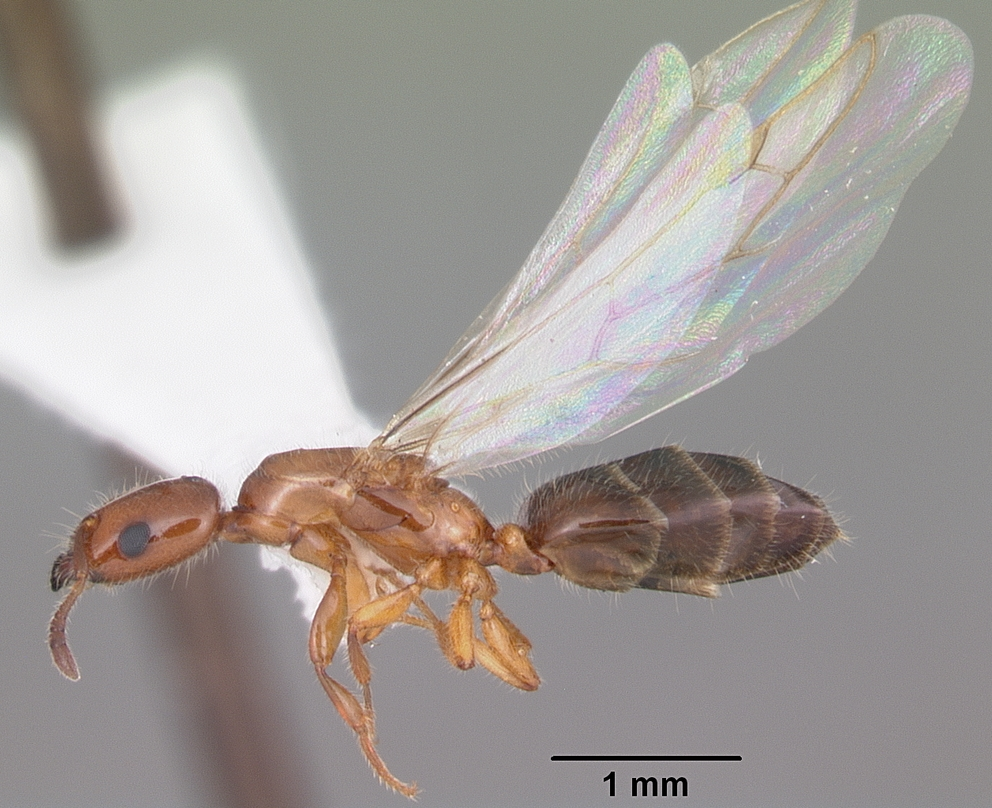
Муравей Myrmelachista ramulorum

Myrmelachista (лат.) — род мелких древесных муравьёв подсемейства Формицины (Formicinae). Имеют 9 или 10-члениковые усики с 3—4-члениковой булавой. Жала нет. Мелкие муравьи (2—3 мм), которые устраивают свои муравейники в стеблях растений тропических лесов Нового Света. Вид Myrmelachista schumanni известен как создатель амазонских «садов дьявола».

## Систематика
Около 60 видов. В разные годы мирмекологи включали род Myrmelachista в трибу Plagiolepidini, или выделяли в самостоятельную трибу Myrmelachistini в составе подсемейства Formicinae. Myrmelachista более близок к родам Cladomyrma и Brachymyrmex (Bolton, 2003). Род был выделен в 1863 году немецким мирмекологом Юлиусом Рогером (нем. Julius Roger; 1819—1865) на основании типового вида Myrmelachista kraatzii.
- Myrmelachista ambigua Forel, 1893
- Myrmelachista amicta Wheeler, 1934
- Myrmelachista arborea Forel, 1909
- Myrmelachista arthuri Forel, 1903
- Myrmelachista bambusarum Forel, 1903
- Myrmelachista bettinae Forel, 1903
- Myrmelachista brevicornis Wheeler, 1934
- Myrmelachista bruchi Santschi, 1922
- Myrmelachista catharinae Mayr, 1887
- Myrmelachista chilensis Forel, 1904
- Myrmelachista cooperi (Gregg, 1951)
- Myrmelachista costaricensis Wheeler, 1934 (синонимизирован с Myrmelachista plebecula)[2].
- Myrmelachista dalmasi Forel, 1912
- Myrmelachista donisthorpei Wheeler, 1934
- Myrmelachista elata Santschi, 1922
- Myrmelachista elongata Santschi, 1925
- Myrmelachista flavida Wheeler, 1934
- Myrmelachista flavocotea Longino, 2006
- Myrmelachista flavoguarea Longino, 2006
- Myrmelachista gagates Wheeler, 1936
- Myrmelachista gagatina Emery, 1894
- Myrmelachista gallicola Mayr, 1887
- Myrmelachista goeldii Forel, 1903
- Myrmelachista goetschi (Menozzi, 1935)
- Myrmelachista guyanensis Wheeler, 1934
- Myrmelachista haberi Longino, 2006
- Myrmelachista hoffmanni Forel, 1903
- Myrmelachista joycei Longino, 2006
- Myrmelachista kloetersi Forel, 1903
- Myrmelachista kraatzii Roger, 1863typus
- Myrmelachista lauroatlantica Longino, 2006
- Myrmelachista lauropacifica Longino, 2006
- Myrmelachista longiceps Longino, 2006
- Myrmelachista longinoda Forel, 1899
- Myrmelachista mayri Forel, 1886
- Myrmelachista meganaranja Longino, 2006
- Myrmelachista mexicana Wheeler, 1934
- Myrmelachista muelleri Forel, 1903
- Myrmelachista nigella (Roger, 1863)
- Myrmelachista nigrocotea Longino, 2006
- Myrmelachista nodigera Mayr, 1887
- Myrmelachista osa Longino, 2006
- Myrmelachista paderewskii Forel, 1908
- Myrmelachista plebecula Menozzi, 1927 [syn.  Myrmelachista costaricensis Wheeler, 1934][2]
- Myrmelachista ramulorum Wheeler, 1908
- Myrmelachista reclusi Forel, 1903
- Myrmelachista reichenspergeri Santschi, 1922
- Myrmelachista reticulata Borgmeier, 1928
- Myrmelachista rogeri Andre, 1887
- Myrmelachista rudolphi Forel, 1903
- Myrmelachista ruszkii Forel, 1903
- Myrmelachista schachovskoi Kusnezov, 1951
- Myrmelachista schumanni Emery, 1890
- Myrmelachista skwarrae Wheeler, 1934
- Myrmelachista ulei Forel, 1904
- Myrmelachista vicina Kusnezov, 1951
- Myrmelachista zeledoni Emery, 1896